# August Haag (Bildhauer)

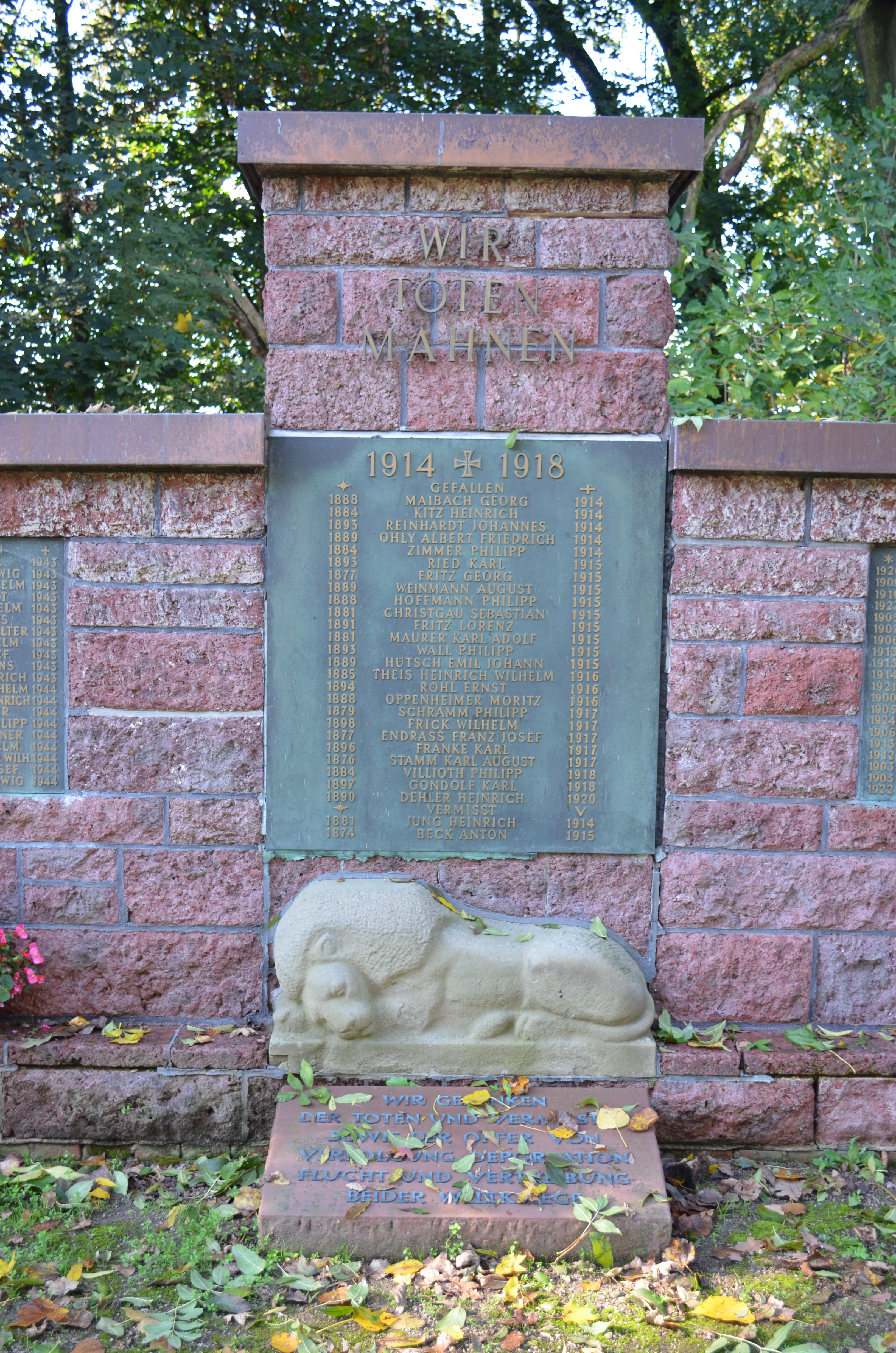
Ehrenmal in Burgholzhausen. Der schlafende Löwe im Zentrum der Anlage unter der großen Bronzetafel ist Haags Werk.

August Haag (* 17. August 1885 in Holzhausen, Großherzogtum Hessen; † 17. Februar 1933 in Frankfurt am Main) war ein deutscher Bildhauer.

## Leben
Haag begann seine künstlerische Laufbahn an der Frankfurter Kunstgewerbeschule und ging danach an die Preußische Akademie der Künste in Berlin, der Vorläuferin der heutigen Universität der Künste. Dort studierte er unter anderem bei dem Bildhauer Peter Breuer. Eine weitere Station war sein Studium und die spätere Assistenz bei Augusto Varnesi an der Technischen Hochschule Darmstadt. Varnesi hatte in Frankfurt am Main ein Atelier, in welchem Haag bis zu seiner Selbständigkeit 1926 arbeitete. Er starb 1933 an einem Krebsleiden.
Haags Werke umfassen sowohl Grabmäler auf dem Frankfurter Hauptfriedhof als auch Werke im öffentlichen Raum, so zum Beispiel die Bronzefigur Junge mit Wasser speienden Fischen aus dem Jahre 1933 im Palmengarten Frankfurt oder das Schneewittchen-Denkmal in der Taunusanlage in Frankfurt am Main aus dem Jahre 1930.

## Werke
- Schlafender Löwe am Ehrenmal für Gefallene des 1. Weltkriegs von Holzhausen am Alten Rathaus, 1922 (heute: Burgholzhausen vor der Höhe). 1960 kam der Löwe zum neuen Ehrenmal für Gefallene beider Weltkriege auf den (alten) Friedhof.
- Junge mit wasserspeienden Fischen, 1933 (Frankfurt a. M., Palmengarten)
- Brunnen in der Mittelhalle der Schauhäuser im Rosengarten (Frankfurt a. M.)
- Schneewittchen-Denkmal, 1929 (Frankfurt a. M., Taunusanlage)
- Grabmal Wilhelm Steinhausen, 1924 (Frankfurt a. M., Hauptfriedhof)
- Die Heimkehr des verlorenen Sohns, 1927 (Frankfurt a. M., Hauptfriedhof)
- Sarkophag, 1924 (nach Entwurf Hössbacher) (Frankfurt a. M., Hauptfriedhof)
- Mitarbeit am Goldenen Buch der Stadt Frankfurt